# アビエイター
『アビエイター』（The Aviator）は、マーティン・スコセッシ監督による2004年のアメリカ映画。ワーナー・ブラザースとミラマックスの共同製作。アビエイターとは飛行機の操縦士、飛行家を意味する。
実在の大富豪、実業家であるハワード・ヒューズの波乱に富んだ半生を描いた。スコセッシ監督作品としては、前作『ギャング・オブ・ニューヨーク』に続きレオナルド・ディカプリオが主演。ディカプリオは製作総指揮も兼任した。
第77回アカデミー賞において最多11部門にノミネートされ、スコセッシ監督初の監督賞、作品賞、ディカプリオ初の主演男優賞が期待されたが、どれも受賞には至らなかった。それ以外の5部門を受賞している。

## ストーリー
20世紀初頭。少年時代のハワード・ヒューズが母親に体を洗われているところから映画は幕を開ける。そのとき母親から「QUARANTINE」という言葉を教わる。和訳すると「感染予防のための隔離」。ヒューズはのちにこの単語に苦しめられることとなる。
それから時は流れて1920年代。ヒューズは父から受けた莫大な遺産を元手に夢のひとつであった映画製作を開始。映画『地獄の天使』の製作はトラブル続きで思うような撮影はできず、史上空前の莫大な予算を費やして3年がかりでようやく完成させた。ヒューズは手当たりしだいに女性を口説き手に入れる傍ら、もう一つの夢である飛行機事業に着手。ヒューズ・エアクラフトという会社を立ち上げ、世界一速い飛行機H-1の開発に着手した。しかし、同時期に知り合った女優キャサリン・ヘプバーンとの恋愛は破綻する。
潔癖症である母親の影響もあり、青年時代から伝染病や不潔なものに強い嫌悪感を抱くヒューズの強迫神経症はここにきて顕著となる。自分を拒絶した女の触れた洋服全ての焼却、常に石鹸を持ち歩き病的なまでに手を洗浄する、同じ言葉を執拗に繰り返す等、一般人には理解不能な行動を繰り返す。
ついには衣服の着用や水に触れることもできず部屋に閉じこもるようになる。洗顔せず髭もそらず全裸のまま暮らし、排泄は部屋の中で牛乳瓶に済ませた。ティッシュペーパー越しでなければ何かに触れられない、ドアすら開けられなくなり他人との接触を恐怖と感じる等、ヒューズの強迫神経症は深刻化する。
その後ヒューズは、パンアメリカン航空と並ぶ大手航空会社であるトランス・ワールド航空のオーナーとなる。さらに第二次世界大戦開戦後には、政府からの資金を受けて世界最大の輸送機であるH-4を開発。その傍ら、偵察機XF-11を開発し、自らテスト飛行するがビバリーヒルズの住宅街に墜落し瀕死の重傷を負う。
復帰後、ヒューズを待ち受けていたのは、開発が遅延していたH-4の開発時における公金不正使用を疑うFBIの強制捜査だった。ヒューズは、パンアメリカン航空のホアン・トリップと関係が深く彼から資金援助を受けていたオーウェン・ブリュースター議員の開く公聴会を受けてたつこととなる。
だが、すでに精神を病んでいたヒューズは試写室に全裸で引きこもり、部屋のドアを開けて他者と会うことすらできない状態であった。そんな中で経営不振に陥ったトランス・ワールド航空を売るようトリップが迫るがヒューズは跳ね除けた。その後ヒューズは映画を観て錯乱し倒れ苦しんでいた。
しかし、元恋人エヴァ・ガードナーの精神的援助により公聴会へ出席。ブリュースター議員との議論に打ち勝ち、世論を味方につけた公聴会はヒューズに有利な展開となり終焉する。

## キャスト
※括弧内は日本語吹き替え
- ハワード・ヒューズ - レオナルド・ディカプリオ（浪川大輔）
- キャサリン・ヘプバーン - ケイト・ブランシェット（塩田朋子）
- エヴァ・ガードナー - ケイト・ベッキンセイル（日野由利加）
- オーウェン・ブリュースター上院議員 - アラン・アルダ（堀勝之祐）
- ホアン・トリップ（パンナム社長） - アレック・ボールドウィン（佐々木勝彦）
- フィッツ教授 - イアン・ホルム（山野史人）
- エロール・フリン - ジュード・ロウ（大川透）
- ジョニー・メイヤー - アダム・スコット（桐本拓哉）
- グレン・オデカーク - マット・ロス（咲野俊介）
- ジーン・ハーロウ - グウェン・ステファニー（小池亜希子）
- ノア・ディートリッヒ - ジョン・C・ライリー（岩崎ひろし）
- ジャック・フライ - ダニー・ヒューストン（牛山茂）
- ヘプバーンの母 - フランセス・コンロイ（定岡小百合）
- ロバート・グロス - ブレント・スパイナー（岩田安生）
- ルイス・B・メイヤー - スタンリー・デサンティス（村松康雄）
- ジョゼフ・ブリーン - エドワード・ハーマン（津田英三）
- ローランド・スイート - ウィレム・デフォー（金尾哲夫）
- 「ココナッツ・グローブ」の歌手 - ルーファス・ウェインライト

## 主な賞歴

### 受賞
- 第77回アカデミー賞：助演女優賞、撮影賞、編集賞、美術賞、衣装デザイン賞
- 第62回ゴールデングローブ賞：作品賞、主演男優賞、作曲賞
- 英国アカデミー賞：作品賞、助演女優賞、プロダクションデザイン賞、メイクアップ＆ヘアー賞
- 第30回ロサンゼルス映画批評家協会賞：美術賞
- 第10回クリティクス・チョイス・アワード：監督賞、作曲賞

### ノミネート
- 第77回アカデミー賞：作品賞、主演男優賞、助演男優賞、監督賞、脚本賞、音響賞
- 第62回ゴールデングローブ賞：助演女優賞、監督賞、脚本賞
- 英国アカデミー賞：主演男優賞、助演男優賞、監督賞、脚本賞、作曲賞、撮影賞、衣装デザイン賞、編集賞、音響賞、特殊視覚効果賞
- 第10回クリティクス・チョイス・アワード：作品賞、主演男優賞、助演女優賞、脚本賞

## 関連事項
- トランス・ワールド航空（TWA）
- パンアメリカン航空（Pan Am）
- 48DVD - 本作は3タイトルしか発売されなかったものの一つ。